# 彭汪嘉康
彭汪嘉康（英語：Jacqueline Whang-Peng，1932年9月—，原名汪嘉康）是台灣出身的華人女性醫學家。曾任美國衛生研究院研究員、中央研究院生醫所生醫所臨床研究中心主任、國家衛生研究院癌症研究組主任。現為臺北醫學大學講座教授暨醫學科技學院副院長、臺北醫學大學臺北癌症中心主治醫師、臺北醫學大學萬芳醫院腫瘤中心專任主治醫師、衛生福利部雙和醫院血液腫瘤科榮譽副院長，擁有超過60年行醫經驗。
1984年獲選為第十五屆中央研究院院士。是臺灣第一位女性外科醫師，同時也是首次獲得美國亞瑟·弗萊明獎的女性。於1997年成立「台灣癌症基金會」並擔任副董事長，在台灣推動「天天5蔬果」、「蔬果彩虹5、7、9」等抗癌觀念，有「台灣癌症之母」之稱。

## 經歷
1932年汪嘉康出生於中國蘇州，1937年舉家搬遷上海，八年抗戰爆發時弟弟因感染肺炎而過世，讓她立志從醫，1948年全家隨父親來臺經商，1949年從北二女（今中山女高）考取國立臺灣大學醫科，是該屆唯一錄取外科部的女生，1957年，赴美進入美國國家衛生研究院國家癌症研究所工作，本欲到美國醫院實習並考美國外科醫師，但因美國當時規定臨床醫師需在美國出生，就轉而擔任美國衛生研究院的研究員，研究癌症細胞的染色體變異。

## 學術成就
彭汪嘉康在美國衛生研究院研究的期間，探討癌症和染色體變異之間的關係，和人類細胞遺傳學者蔣有興一起研究細胞培養技術，一年後發現費城染色體（一個和白血病相關的染色體），證實癌症與基因的損壞有關，後來又發現骨髓性白血病、淋巴性白血病、或是淋巴腺癌等癌症的癌症指標。
彭汪嘉康在1987年回到台灣，投身癌症醫學，有感於當時台灣醫學沒有有效對抗癌症的方式，她帶著美國癌症權威來台灣訓練十三多名種子醫師。並在1990年擔任實習醫師，考取腫瘤內科醫師執照。